# Carnevale Sambenedettese
Il Carnevale sambenedettese è un carnevale storico che si svolge nella città di San Benedetto del Tronto, organizzato dalla "Associazione Amici del Carnevale Sambenedettese", si svolge nelle tre domeniche prima dell'inizio della quaresima.

## La storia del Carnevale sambenedettese
Il Carnevale a San Benedetto del Tronto ha origini antiche, il documento più antico, conservato presso l'Archivio Storico comunale, è datato 1828.
Nei primi dell'Ottocento si travo manifesti pubblicitari che annunciavano le celebrazioni carnevalesche come veglioni e feste da ballo in città. Nel 1877 con la nascita del "Circolo Unione" che annualmente organizzava un concorso mascherato e a corredo delle celebrazioni vi erano cli spari dei mortai,il suono del campanone e della banda cittadina.
Dopo ripetute interruzioni delle celebrazioni, si passa nel 1951, ci fu la prima manifestazione moderna e istituzionalizzataci, fu in vero e proprio rilancio delle celebrazioni, sfilarono i primi carri allegorici. L'anno successivo il carnevale sambenedettese dove sflilarono i primi gruppèi mascherati e 7 carri allegori, provenienti anche paesi limitrofi come Castorano e Ripatransone. Durante quel periodo vide la nascita di una scuola serale sulla lavorazione di figure allegoriche in cartapesta, avvalendosi della collaborazione degli artisti locali. Durante gli anni sessanta ci fu un lungo periodo interruzione, per poi riprendere ad inizio anni settanta per poi rilanciarsi in maniera definitiva a metà degli anni ottanta, richiamando anche carri allegorici provinienti dale zone limitrofe.Negli anni recenti ci sono state difficoltà che hanno incontrato i cartapestai, per quanto riguarda i capannoni dove poter costruire i carri allegorici, ciò nonostante la manifestazioni si è sempre svolta.

## La manifestazione
Le sfilate hanno inizio nel primo pomeriggio nel centro cittadino, dove I carri di carnevale attraversano più volte Piazza Carlo Giorgini e Viale Bruno Buozzi, accompagnati dalla musica e da gruppi di figuranti in maschera impegnati in coreografie. Negli anni duemila si sono svolte alcune edizioni del Carnevale estivo, si svolgeva da piazza Carlo Giorgini per estendersi per verso un tratto del Lungomare cittadino, richiamando migliaia di persone. Durante le sfilata ci fu la presenza di un gruppo di figuranti del carnevale di Misterbianco e Villa Literno, e delegazioni dei carnevali di Alba Adriatica, Fano e Viareggio.

## Cibi tradizionali
I dolci carnevaleschi del territorio sono le castagnole, le chiacchiere note in zona come "frappe", la castagnole, chiacchiere, cicerchiata, ravioli con crema di castagne e ravioli dolci di ricotta.